# Tehenou
Les Tehenou, (en égyptien ancien et en libyque ancien : Thnw ou Djhnw ou Tehenu ou Djehenu), sont une ancienne confédération tribale libyque ayant vécu dans la partie orientale de la Libye antique, comme les Temehou, les Mâchaouach, les Libou. Le nom Tehenu fut notamment utilisée dans un sens plus large par les Égyptiens pour qualifier l'ensemble des Libyens,, tout comme les noms Temehu et Libou.

## Histoire
Le nom des Tehenou est mentionné pour la première fois sur la palette du Tribut libyen, sur laquelle est noté à l’aide d’un des quatre premiers hiéroglyphes à figurer sur des documents égyptiens, un ovale de sable dans lequel est fiché un bâton de jet. À cette époque, le territoire des Tehenou s’étendait aussi loin, à l’est, que le delta du Nil, où ils élevaient ces troupeaux reproduits sur la stèle du Tribut libyen ; mais le hiéroglyphe qui les désigne indique qu’une partie de ce territoire appartenait à une région plus sèche et sablonneuse.

## Zone géographique
La tribu des Tehenou occupait la Libye orientale et l'Égypte occidentale, plus spécifiquement la région qui s’étendait du Fayoum à l’approche de la Cyrénaïque, là où commençait le territoire des Libou, qui leur étaient mitoyens.
La Libye égyptienne (territoire des Téhénou) fut considérée assez tôt, sinon comme faisant partie de l'Égypte proprement dite, du moins comme une colonie bien intégrée dans la mouvance égyptienne.